# Le Singe d'une nuit d'été
Pour plus de détails, voir Fiche technique et Distribution.
Le Singe d'une nuit d'été (Gorilla My Dreams) est un dessin animé de la série américaine Looney Tunes réalisé par Robert McKimson, mettant en scène Bugs Bunny et Gruesome le gorille, sorti en 1948.